# Pietre d'inciampo in Moldavia

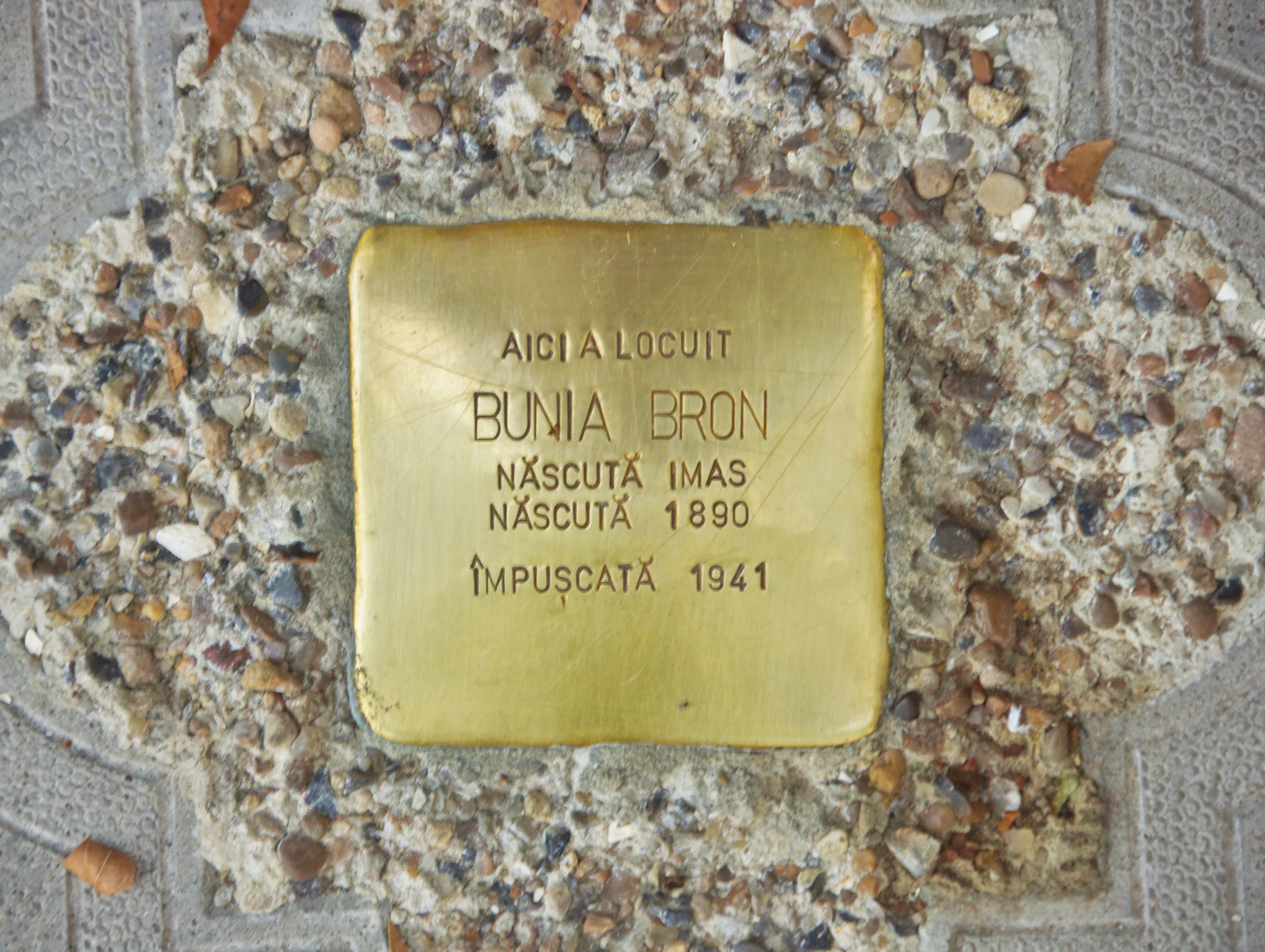
Uno dei due pietre d'inciampo collocate in Moldavia

Le pietre d'inciampo in Moldavia elenca le Stolpersteine della Moldavia. Stolpersteine è il nome tedesco degli ostacoli incastrati in tutta Europa dall'artista tedesco Gunter Demnig. Ricordano il destino delle vittime naziste che sono state uccise, deportate, esiliate o portate al suicidio.
Generalmente, le pietre d'inciampo sono posti di fronte all'edificio dove la vittima aveva l'ultima residenza prescelta. Fino ad ora in Moldavia c'è stata una sola collocazione di Stolpersteine – al 24 luglio 2018 a Chișinău. Le Stolpersteine furono collocate dall'artista stesso. Nella lingua romena sono chiamati: pietre de poticnire.

## Sfondo storico
Dei 65.000 ebrei a Chișinău nel 1939, 53.000 caddero vittime del regime nazista, più di quattro quinti. Il ricercatore e sopravvissuto Matatias Carp (1904-1953) ha trattato in dettaglio l'Olocausto in Moldavia e Romania.

## Collocazioni a Chișinău
La tabella è parzialmente sortibile; il sortimento accade in ordine alfabetico seguendo il cognome.
| Immagine | Scritta                                                                            | Indirizzo            | Vita |
| -------- | ---------------------------------------------------------------------------------- | -------------------- | --- |
|          | QUI ABITAVA MOISE BERLIAND NATO 1885 DEPORTATO 1944 AUSCHWITZ-BIRKENAU ASSASSINATO | Alexandru cel Bun 17 | Moïse Maurice Berliand nacque il 23 luglio 1885 a Chişinău. Suo padre, Solomon Berliand, possedeva almeno due case, no. 15 e 17 in Alexandru cel Bun street. Sposò Berthe Teplitsky (1891-1969). La coppia aveva almeno un figlio, Iosif, nato a Odessa nel 1912. Si diceva che Moïse Berliand fosse un personaggio divertente e mitico che parlava tredici lingue. A Odessa lavorava in teatro, come regista. Sua moglie era un'attrice che si esibiva con ensemble yiddish. Nel 1928 la famiglia emigrò dalla Bessarabia in Francia. Negli anni '40 fu arrestato dai nazisti tedeschi in Francia, portato al campo di internamento di Drancy e deportato il 7 marzo 1944 con il trasporto n. 69 al campo di sterminio di Auschwitz-Birkenau. Fu assassinato lì immediatamente dopo l'arrivo. Il noto attore francese François Berléand è suo nipote. |
|          | QUI ABITAVA BUNYA BRON NATA IMAS NATA 1890 FUCILATA 1941                           | Armenească 27        | Bunya Bron nacque a Chisinau nel 1890. I suoi genitori erano Fişel Imas e Leya née Zeltser. Era sposata con Itzhak Bron. Aveva almeno una figlia, Liba Bron (nata 1917) e un figlio, Jacob Yakov Talpalatsky. Nel registro della città di Chişinău del 1940, fu registrata come proprietaria di un appartamento in Armeneasca 27 - insieme a sua madre Leya Imas. I Nazisti l'hanno fucilata nel 1941. Anche sua figlia fu assassinata dal regime nazista. Suo figlio in qualche modo poteva sopravvivere. Presentò i rapporti sulla morte della madre e della sorella a Yad Vashem. Questo avvenne nel 2001. A quel tempo, il figlio viveva a New York. Bunya Bron aveva almeno un nipote, Igor Bron. Ache lui poteva sopravvivere alla Shoah. |

La collocazione prevista di quattro Stolpersteine davanti alla casa Alexei Ściusev 44, dove un tempo viveva la famiglia Bragar, tutti uccisi in Transilvania nel 1941, dovette essere rinviata per motivi tecnici.